# Kendama

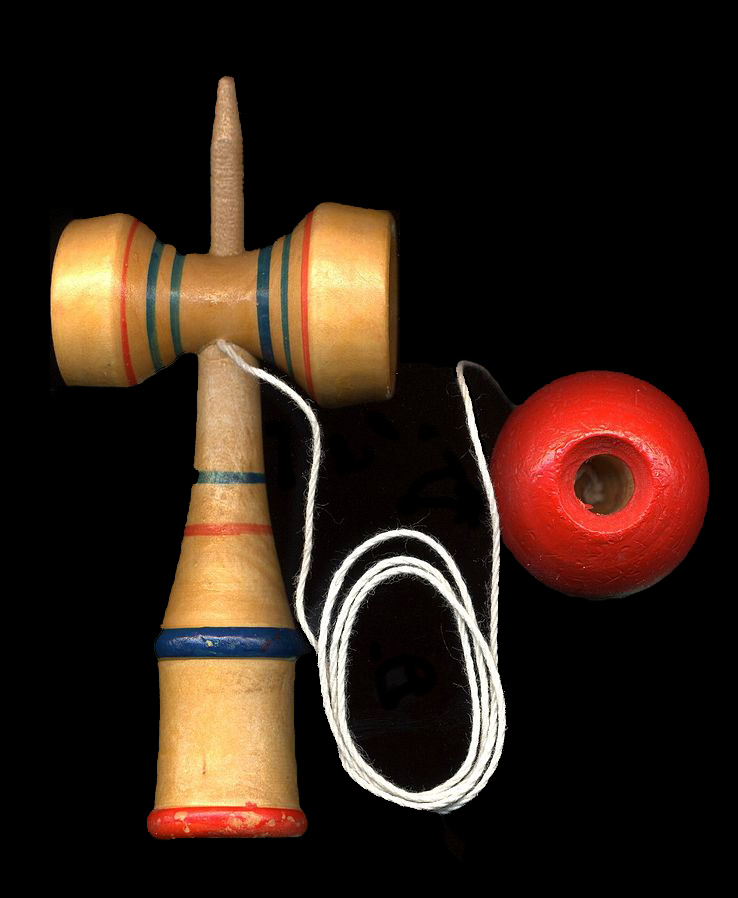
Một Kendama truyền thống

Kendama (剣玉 (Kiếm ngọc)/ けんだま hay được dùng rộng rãi hơn là けん玉) là một đồ chơi truyền thống của Nhật Bản. Cây gậy có ba cốc và một que. Quả cầu có một lỗ. Cả hai nối với nhau bởi một dây. Khi chơi, người chơi hất quả cầu lên cao và cố hứng bằng cốc hoặc que của gậy. Một cách chơi khác là hất gậy và hứng bằng quả cầu.

## Lịch sử